# 伊達政保
伊達 政保（だて まさやす 、1950年（昭和25年） - ）は、日本の社会運動・市民運動家。音楽・文化評論家。コラムニスト。
現在は社会運動、市民運動にたずさわりながら、音楽評論、文化評論を中心に、本格的に文筆活動を展開している。
水滸伝研究会会員。日本犯罪社会学会員。首都圏河内音頭推進協議会会員。

## 経歴
福島県の会津出身。仙台を中心に東北を転々とする。
1973年（昭和48年）に中央大学文学部社会学を卒業。中央大学犯罪科学研究会に所属。在学中、全共闘運動に関わるほか、日本犯罪社会学会に結成より参加。その後、朝倉喬司、平岡正明 、船戸与一、布川徹郎、浴田由紀子らと、楊明雄・戦後補償闘争、ミクロネシア独立闘争などに参画。
ジャズ現場との繋がりで、山下洋輔を会長とする「全日本冷し中華愛好会（全冷中）」に参加。 
1980年代に入り、東京都区職員労働組合での活動の傍ら、「ミュージック・マガジン」などに音楽評論を発表し始めるほか、全関東河内音頭振興隊 (隊長・朝倉喬司) を結成し隊員となる。その間、パレスチナ連帯運動でレバノン、シリアなどを訪問。
1984年（昭和59年）に新宿区役所で不当配転に抗議して新宿区長室で切腹、建造物侵入・職務強要・銃刀法違反で10万円の罰金刑を受け、懲戒免職となる。
1998年にBSハイビジョン放送のシリーズ「東京ジャズ・シーン」で、コーディネーターを1年間務める。 
「図書新聞」に文化コラム「カルチャー・ オン・ザ・ウェッジ」を24年にわたり連載。

## 作品
- 『ドゥ・ザ・レフト・シング』（批評社）1991年
- 『混民族芸術論‐バスタード・オン・ザ・ボーダー』 （ビレッジセンター出版局）1996年
- 『現在につづく昭和40年代激動文化(ラジカルチャ―)』(汎世書房、星雲社) 2012年

### 共著
- 『空飛ぶ冷し中華』（住宅新報社）1977年
- 『中東の革命と戦争』（秀英書房) 1981年
- 『日本一あぶない音楽～河内音頭の世界』（JICC出版局) 1991年
- 『同時代批評17　平岡正明という思想』(星雲社) 2011年
- 『燃ゆる海峡　NDUと布川徹郎の映画/運動に向けて』(インパクト出版会) 2013年

### ムック
- 『ウチナーのうた』
- 『ラヴ・ジェネレーション1966-1979、新版日本ロック＆フォーク・アルバム大全』（音楽之友社）